# Aghahuseyn Djavadov
 (août 2025).
Aghahuseyn Djavadov( en azéri: Ağahüseyn Xəlil oğlu Cavadov; né le 22 avril 1894 dans le village de Khirdalan, près de Bakouest un Artiste du Peuple de l'Azerbaïdjan. 
Aghahuseyn Khalil oglu Djavadov étudie d'abord dans la maison du mollah, obtient son diplôme de l'école Saadat en 1919, mais par la suite, il ne poursuit pas ses études en raison de difficultés financières et travaille pour un commerçant pour subvenir aux besoins de sa famille.

## Créativité
Aghahuseyn Djavadov commence sa carrière en 1920, au Théâtre de la Critique et de la Propagande. À partir de juin 1920 il est au Théâtre dramatique national. Il joue dans les pièces « Le Dieu de Chine », « La Tempête », « Le Taon », 
« Le Livre de ma mère », « Le Désert sanglant », « Le Jeune Malheureux », « Le Bossu de Notre-Dame », « Les Derniers Jours des Romanov », « L'Honneur » et beaucoup d’autres.
En 1938, il est invité au Théâtre national de comédie musicale d'Azerbaïdjan nouvellement organisé. C'est ici que Djavadov écrit « Mari et femme », « L'homme de cinquante ans », « La mariée de cinq ans », « Archine mal alan » et bien d'autres. Dans le même temps, Aghahuseyn Djavadov présente à l'antenne un grand nombre des œuvres artistiques. 
Pendant les pauses, jusqu'en 1942, il joue au Théâtre des travailleurs turcs de Bakou et au Théâtre de la comédie musicale. Il consacre plus de 60 ans de sa vie à la scène et créé plus de 200 rôles scéniques.